# Pierre Leclerc du Vivier
Pour les articles homonymes, voir Leclerc et Vivier.
Pierre Leclerc du Vivier (vers 1530 à Nancy - 1598) est conseiller et surintendant des finances du cardinal Charles de Lorraine (1567-1607) et du duc Philippe-Emmanuel de Lorraine (1558-1602). Il est aussi conseiller du roi de France, trésorier général de Bretagne, et pourvu de l'office de général des finances à la fin de sa vie, avec la connaissance et l'administration des finances.

## Famille

Blason de son père et de son oncle, anoblis en 1512

Pierre Leclerc du Vivier est le fils de Claude Leclerc de Pulligny (vers 1485-1562), valet de chambre du duc Antoine de Lorraine, dit le Bon, seigneur ou coseigneur de Pulligny, Ceintrey, Voinémont, Malaucourt-sur-Seille, Chamagne, Érize-Saint-Dizier, Saint-Dizier. 
Les Leclerc sont à nouveau anoblis par le duc Antoine de Lorraine le 1er mars 1512, ce qui laisse à penser que les lettres de noblesse de leur grand-père Jehan Leclerc (vers 1410-1465) n’étaient pas héréditaires.
Le 26 septembre 1561, Pierre Leclerc du Vivier se marie à Saint-Nicolas-de-Port avec Anne Fériet de Varangéville (1540-1612).
Anne Fériet est la fille de Gergeonne Fériet de Pulligny (1498-1574), voué de Lay-Saint-Christophe, seigneur de Pulligny, Ceintrey et Voinémont. Sa mère, Isabelle de Beurges (1510-1557), est elle-même la fille du seigneur d'Aingeray, Sivry, Rémicourt, Villers, Houdemont etc., contrôleur général des finances des duchés de Lorraine et de Bar, par provision du 12 avril 1583.

## Biographie
Pierre Leclerc du Vivier est tout d’abord serviteur et valet de chambre du duc Charles III de Lorraine en 1549, alors encore mineur. Il devient ensuite auditeur en la chambre des comptes de Lorraine en 1554, puis trésorier général des finances ducales en 1563. Il existe des comptes de Pierre Le Clerc, qui est déjà Trésorier général pour 1562 et 1563.[réf. nécessaire]
Pierre Leclerc du Vivier est également conseiller et surintendant des finances du cardinal Charles de Lorraine (1567-1607) et du duc Philippe-Emmanuel de Lorraine (1558-1602).
En 1585, il est toujours conseiller, intendant et général des finances du cardinal de Vaudémont et du duc de Mercœur.
Il est sieur du Vivier-en-France, même s’il est toujours possessionné en Lorraine et dans le Barrois. S’il est bourgeois de Paris et demeure la plupart du temps rue de Braque, il habite le reste de l’année à Nancy et à Saint-Nicolas-de-Port. En effet, il est, comme la plupart des membres de la famille Le Clerc selon le dossier bleu 191 qui leur est consacré en partie, créancier des ducs de Lorraine . Toutefois des lettres du duc Charles III de Lorraine  montrent qu’il n’est pas qu’un des nombreux bourgeois et nobles qui lui prêtent de l'argent. 
Après sa mort, sa femme Anne Fériet de Varangéville est créancière des ducs. Mais, peut-être lassée des impayés et attirée par la France, elle achète plusieurs fiefs dans le Pays de France et marie ses quatre filles à des nobles de robe parisiens.

## Seigneur de différents lieux
Des aveux et dénombrements du fief du Vivier-en-France, dans le Pays de France, dont la moitié indivise appartient à Pierre Leclerc, bourgeois de Paris, le décrit comme lui ayant été adjugée par un décret du Parlement.
Quand il est à Paris, il demeure rue de Braque, paroisse Saint-Nicolas-des-Champs. Il est marguillier de celle-ci en 1583. En 1588, il acquiert une des chapelles nouvellement construites dans l'église.

## La dot de Christine de Lorraine

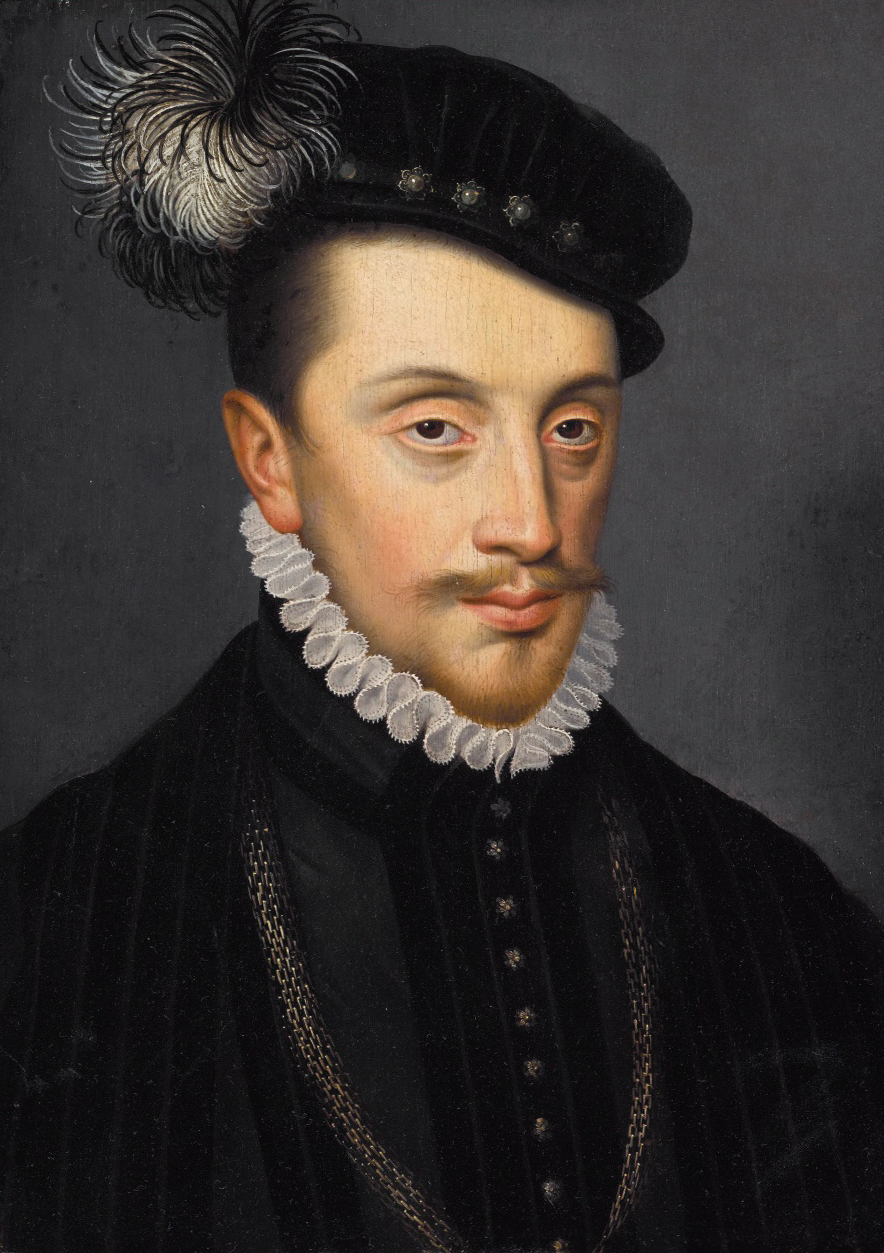
Le duc, Charles III de Lorraine

En 1589, Charles III de Lorraine a besoin de cent mil escus en tout d’or pour marier sa fille Christine de Lorraine à Ferdinand Ier de Médicis, et pense que Le Clerc peut lui fournir cette somme, comme il l'a déjà fait[réf. nécessaire]. Le duc lui conseille de s’adresser aux Bonnisy, des banquiers de Lyon, et à ses relations parisiennes. Une telle somme, 330 kg d’or à 21 carats, ou 300 000 livres, n’est pas facile à trouver rapidement.
L’extrait de la lettre du Duc à l'intendant le 31 janvier montre que Le Clerc est son Trésorier, car il doit aussi trouver les moyens de financer cette dépense. Le but est d’éviter de passer par le banquier italien Sébastien Zamet qui demande certainement des intérêts et des garanties plus importants.
Le duc réussit à le convaincre de lui prêter cet argent. Le compte du trésorier général pour l'année 1589, fait mention d'une somme de 21 253 écus 29 sols 8 deniers remboursée à Pierre le Clerc en déduction de 52 000 écus pistolets qu'il avait fait payer à M. de Lenoncourt, à Florence, la veille des noces de la grande duchesse, Christine de Lorraine, qui se marie le 2 mai 1589[réf. incomplète].
Pierre Leclerc du Vivier est receveur général d'une aliénation du clergé de France dans le Dauphiné. Son procureur est le sieur Augustin Balbant, banquier.
Pierre Leclerc du Vivier est conseiller du roi de France et trésorier général de Bretagne,. Il est pourvu de l'office de général des finances, avec la connaissance et administration des finances[réf. incomplète]. 
À sa mort, en 1598, sa veuve Anne Fériet de Varangéville devient créancière du duc Charles III de Lorraine. Celui-ci lui cède en engagère la seigneurie de L'Avant-Garde[réf. à confirmer]. Ce fief étant très important, la dette devait l’être tout autant. 

## Descendance

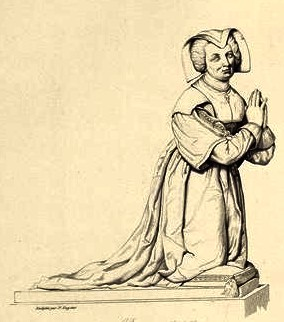
Chrestienne Leclerc du Vivier (au Louvre)

Pierre Leclerc du Vivier et Anne Fériet de Varangéville ont eu cinq filles mariées à des nobles de robe parisiens :
- Chrestienne Leclerc du Vivier (1563-1627) épouse, le 10 septembre 1581 à Paris, Charles Bailly du Séjour (1555-1627) ; la sculpture de son monument funéraire est conservée au Musée du Louvre.
- Marie Le Clerc (1565-1635) épouse Paul Aymeret de Gazeau (1555-1620), écuyer, seigneur de Gazeau, maître des comptes à Paris, d’une famille agrégée à la noblesse par charges depuis la fin du XVe siècle ;
- Charlotte Le Clerc (1567-1635)[13] épouse Claude II Garrault  (1565-1620), seigneur de Belle Assise près de Lagny, conseiller au parlement de Paris ;
- Anne Leclerc du Vivier (1580-1627) épouse, le 17 avril 1599, Jacques de Chaulnes (1555-1647), conseiller au Parlement de Paris en 1597 puis maître des requêtes de 1619 à1634.
- Jeanne Le Clerc (....-1631), épouse, en premières noces, Charles Lhuillier, chevalier, seigneur de Saint-Mesmin, et, en dernières noces, Jean de Piedeffert, chevalier sieur de Bazoches. Un acte notarié de 1619 la dit "séparée de biens et d'habitation" de ce dernier[14]. On conserve aussi  l'inventaire de ses biens  après décès[12].